# Stina Nordström-Grebst
Stina Louise Nordström-Grebst, född 31 maj 1897 i Jönköping, död 21 november 1927 i Paris (mördad), var en svensk skådespelare. 
Nordström, som var dotter till vice häradshövdingen Johan Wilhelm Nordström och Alfhild Nordström, genomgick Nya Elementarläroverket för flickor i Göteborg, Dramatens elevskola 1917–1920 och tog privatlektioner i scenkonst för bland andra Maria Schildknecht. Hon debuterade 1920 på Dramaten som Marianne i Tartuffe, var därefter engagerad vid Lorensbergsteatern 1920–1921 och därefter vid Folkteatern i Göteborg. Hon uppträdde bland annat i titelrollen i det egna skådespelet Madame Flirt på Lisebergs friluftsteater (1922). 
Jämsides med teaterarbetet bedrev Nordström författarverksamhet; hon var tillfällig medarbetare i Dagens Nyheter och Göteborgs Handels- och Sjöfartstidning med en serie teaterrecensioner på vers under signaturen X-tian, delvis samlade i boken Rim och recension (1920). Hon översatte dramatiska arbeten, främst från franskan.
Nordström ingick 1923 äktenskap med konsuln Harald Grebst i Göteborg. Efter att paret flyttat till Frankrike sköts hon till döds av maken i deras hem i Paris, varefter han tog sitt eget liv, ett drama som utlöstes av ekonomiska problem.